# Fenômeno Hessdalen
Fenômeno Hessdalen, ou ainda Luzes de Hessdalen, são misteriosas luzes, em tonalidades brancas e amarelas, que normalmente aparecem durante o inverno no vale de Hessdalen, na Noruega. Por conta disso, este fenômeno tem atraído a atenção de ufólogos do mundo todo, que acreditam tratar-se de OVNIs. Os cientistas, por outro lado, consideram que as luzes incomuns podem ser formadas por uma “bateria” natural enterrada no subsolo, criada por minerais metálicos que reagem com um rio sulfuroso que passa por eles.

## Projeto Hessdalen
Em 1982, um ano após a primeira aparição do fenômeno, o engenheiro de computação Erling Strand, da Universidade Ostfold na Noruega montou o Projeto Hessdalen para tentar desvendar o mistério deste fenômeno. Logo de início, ele conseguiu descartar as teorias de que as luzes vinham de aviões, veículos ou edifícios.
As pesquisas revelaram também que as luzes não fazem nenhum som, não deixam quaisquer marcas de queimaduras no chão, ao contrário de um raio bola. Elas, no entanto esterilizam a área de contato, matando os micróbios do solo.